# Oelitsa Poesjkina

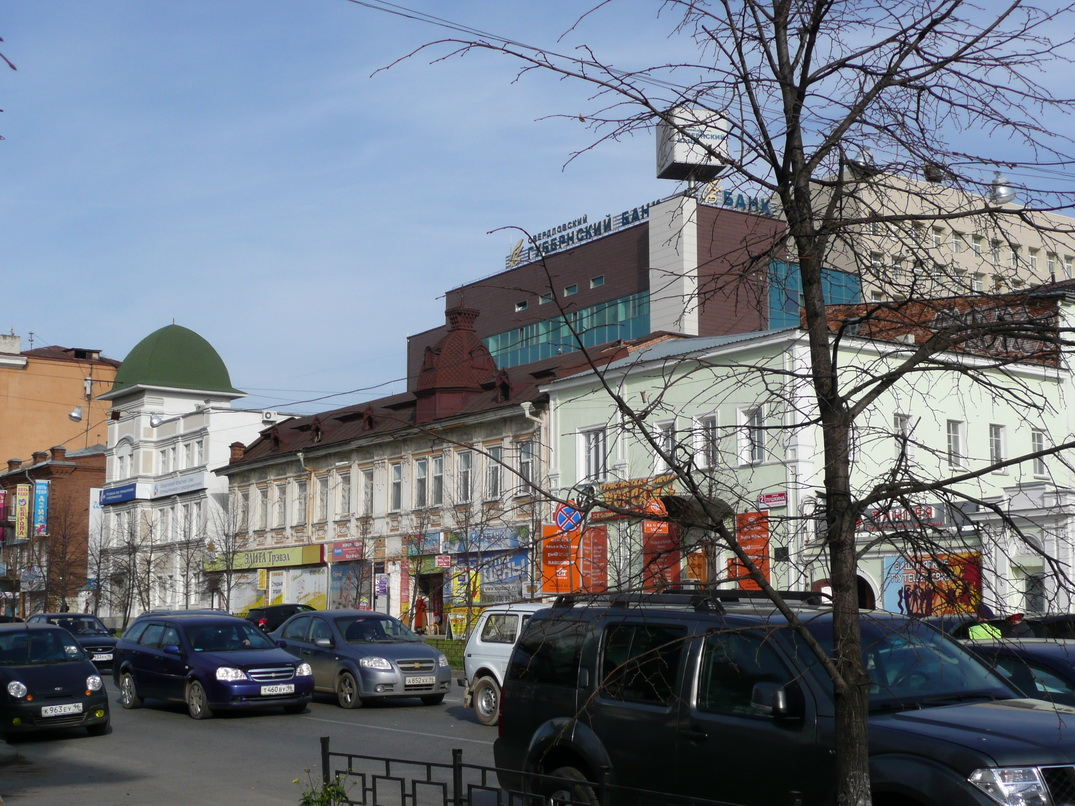
Oelitsa Poesjkina

De oelitsa Poesjkina (Russisch: Улица Пушкина; "Poesjkinstraat") is een van de hoofdstraten van de Russische stad Jekaterinenburg. De straat start in de buurt van de Kathedraal op het bloed in het noorden en eindigt bij de oelitsa Gogolja in het zuiden. De straat is vernoemd naar de beroemde Russische dichter Aleksandr Poesjkin.